# ドロ・ケンジ
ダニエル・ジェローム・ジェンレット（Daniel Jerome Jenrette、2002年1月11日 - ）は、ドロ・ケンジ（Dro Kenji）のステージネームで知られる、サウスカロライナ州サマービル出身のアメリカ合衆国のラッパーである。彼は現在、音楽プロデューサーニック・ミラのレーベルMiraTouch、インターネット・マネー・レコード、そして10K Projectsと契約している。

## キャリア
2019年、17歳でドロ・ケンジはラップを始めた。2021年6月、4枚目のスタジオ・アルバム『F*ck Your Feelings』をリリースした。2022年1月には、5枚目のスタジオ・アルバム『With or Without You』をリリースし、スコアリー、Highway、インターネット・マネーが参加した。2022年8月、6枚目のスタジオ・アルバム『Anywhere But Here』をリリースし、DC・ザ・ドン、マイク・ダイムズ、ノーキャップ、キャッシュダミ、ミッドウェストが参加した。2023年8月18日、7枚目のスタジオ・アルバム『Wish You Were Here』をリリースし、マイク・ダイムズが参加した。

## ディスコグラフィ

### スタジオ・アルバム
- Tears and Pistols (2020)
- Race Me to Hell (2020)
- Eat Your Heart Out (2021)
- Fuck Your Feelings (2021)
- With or Without You (2022)
- Anywhere but Here (2022)
- Wish You Were Here (2023)

## 音楽スタイル
Rap ReviewsのSteve Juonは、ドロ・ケンジの音楽を次のように評している。「彼の音楽は進化でも革命でも、解決策でもない。それは、死がより早く訪れる世界で育った世代の、同じニヒリスティックな世界観にすぎない」。